# Beed Reporter
Beed Reporter is een Marathi-krant die uitkomt in Beed, in de Indiase deelstaat Maharashtra. Het is een avondkrant die in broadsheet-formaat uitkomt. De hoofdredacteur is Shaikh Tayyab Shaikh Sikandar (2013).